# Staw Staszica
Staw Staszica ( slovensky Staszicove pleso, německy Staszyc-Seechen, Staszyc-Seen, maďarsky Staszyc tavak, Staszyc tavacska) je malé ledovcové jezero nalézající se na dně Doliny za Mnichem na polské straně Vysokých Tater. Leží ve výšce asi 1785 m. Když je vysoký stav vody (což nebývá každý rok), měří na délku více než 200 metrů a na některých místech zaplavuje turistickou stezku na Chałubińského bránu. V suchém období se jezírko dělí na dvě. Potom se jihozápadní část nazývá Wyżni Staw Staszica a severovýchodní Nižní Staw Staszica. Pleso nese jméno polského politika a vědce Stanisława Staszice.

## Turistika
- z prahu Doliny za Mnichem na Chałubińského bránu. Čas túry: 1 h, ↓ 45 min.